# Malaya Sportivnaya Arena
La Malaïa Sportivnaïa Arena (en russe : Малая  Спортивная Арена) est un stade omnisports situé à Tiraspol dans la région de Transnistrie en Moldavie. Il fait partie du Complexe sportif Sheriff.
C'est le domicile des équipes réserves du FC Sheriff Tiraspol et du FC Tiraspol. Le stade a une capacité de 9 300 places.

## Histoire
Le stade fut mis en service en septembre 2002.

## Description
Ce stade multifonctionnel de 9 300 places dispose d'une piste d'athlétisme de 6 couloirs et d'un terrain de football (105 mètres sur 68). Le terrain de jeu est fait de gazon artificiel de troisième génération produit par "FieldTurf" et il est équipé d'un système de drainage. Il permet de jouer en toute saison de l'année. L'éclairage provient de 4 tours d'environ 50 mètres de hauteur et fonctionne en 4 modes : 200, 400, 800 et 1600 lux.